# مشردون (مسلسل)
مشردون (بالإنجليزية: Stateless) مسلسل تلفزيوني أسترالي انتج في عام 2020. حيث تدور أحداث المسلسل حول أربعة غرباء في مركز احتجاز المهاجرين في الصحراء الأسترالية: مضيفة طيران تهرب من طائفة في الضواحي، ولاجئ أفغاني يفر من الاضطهاد، وأب أسترالي شاب يهرب من وظيفة مسدودة، وبيروقراطي عالق في فضيحة وطنية. عندما تتقاطع حياتهم، ومع ذلك يتم تكوين روابط عاطفية غير محتملة وعميقة بين المجموعة في قصص درامية مؤثرة. بعد الحلقة السادسة والأخيرة، تنص الخاتمة على أن البرنامج استند إلى قصص حقيقية حول احتجاز المهاجرين الأستراليين. والمسلسل من أخراج جوسلين مورهاوس وإيما فريمان.

## بطولة
- إيفون ستراهوفسكي بدور صوفي ويرنر.
- جاي كورتني بدور كام ساندفورد.
- آشر كيدي بدور كلارا كويتز.
- كيت بلانشيت بدور بات ماسترز.
- فيصل بازي بدور أمير.
- دومينيك ويست بدور جوردون ماسترز.
- روز رايلي بدور شاري بيرتون.[3]